# Civitanova del Sannio
Civitanova del Sannio község  (comune) Olaszország Molise régiójában, Isernia megyében.

## Fekvése
A megye keleti részén fekszik, a Trigno völgyében. Határai: Bagnoli del Trigno, Chiauci, Duronia, Frosolone, Pescolanciano, Pietrabbondante, Poggio Sannita, Salcito és Sessano del Molise.

## Története
A település első írásos említése 1002-ből származik, amikor területén egy bencés kolostort létesítettek. A 19. században nyerte el önállóságát, amikor a Nápolyi Királyságban felszámolták a feudalizmust.

## Népessége
A népesség számának alakulása:

## Főbb látnivalói
- San Silvestro-templom